# Front Mission Evolved
Front Mission Evolved — компьютерная игра из серии Front Mission, шутер от третьего лица, разработанный студией Double Helix Games и выпущенный в 2010 году компанией Square Enix. Игра была издана осенью сразу для всех регионов и трёх платформ: Microsoft Windows, PlayStation 3 и Xbox 360.
Сюжет Front Mission Evolved берёт начало в 2171 году, спустя 50 лет после событий Front Mission 5: Scars of the War. Благодаря существенному прогрессу в разработке и конструировании космических лифтов человечество ступило на путь активного освоения космоса. Однако после уничтожения неизвестными силами одного из таких лифтов политическая напряжённость в мире резко возрастает, и планета оказывается на грани новой мировой войны. Молодой инженер Дилан Рэмси становится свидетелем нападения и после предполагаемой гибели отца решает присоединиться к армии U.C.S., чтобы стать сильнее и отомстить агрессорам за смерть любимого человека.
Геймплей и сеттинг во многом напоминают игры таких серий, как Armored Core и MechWarrior. Игрок управляет большим механическим роботом (ванзером), сражается с врагами и выполняет различные задания, причём робота можно сконструировать самостоятельно, выбрав желаемые запчасти: руки, ноги, тело, оружие и т. п. Среди нововведений — режим Edge Mode, окутывающий мир синими тонами и подсвечивающий врагов красным. На некоторых уровнях в заведомо отведённых местах пилот покидает ванзер и идёт сражаться с противниками пешком, эта часть похожа на шутер Lost Planet.
Игра была анонсирована 29 мая 2009 года на выставке Electronic Entertainment Expo, разработкой, в отличие от всех предыдущих частей, занималась американская команда геймдизайнеров (ранее известная по неоднозначной Silent Hill: Homecoming), однако написание сценария осуществили по-прежнему японцы.

## Отзывы
| Сводный рейтинг | Сводный рейтинг | Сводный рейтинг | Сводный рейтинг |
| Издание         | Оценка          | Оценка          | Оценка          |
| Издание         | PC              | PS3             | Xbox 360        |
| --------------- | --------------- | --------------- | --------------- |
| GameRankings    | 59,40 %         | 60,60 %         | 61,60 %         |

Front Mission Evolved удостоена не самых высоких оценок обозревателей, так, агрегатор Metacritic на основании 27-и обзоров присудил игре всего лишь 60 % рейтинга. Рецензент сайта 1UP.com отметил, что у создателей были добрые намерения и грандиозные планы, но в итоге получилось совсем не то, что было задумано: «Можно было превратить Front Mission в хороший экшн, но они этого не сделали». Интернет-порталы GameSpot и IGN похвалили реалистичность разрушения боевых машин, динамику сражений и встроенный мультиплеер, тем не менее, остальные аспекты подвергли жёсткой критике.

## Продажи
Летом 2018 года, благодаря уязвимости в защите Steam Web API, стало известно, что точное количество пользователей сервиса Steam, которые играли в игру хотя бы один раз, составляет 134 789 человек.